# رادو بامفيل
رادو بامفيل (بالرومانية: Radu Pamfil)‏ هو لاعب كرة قدم روماني في مركز الوسط، ولد في 21 أغسطس عام 1951،في بايا ماري في رومانيا، وتوفي في 22 مارس عام 2009. لعب مع دينامو بوخارست.